# Manius Acilius Glabrio (consul en -67)
Pour les articles homonymes, voir Acilius Glabrio.
Manius Acilius Glabrio est un homme politique et général de la République romaine, consul en 67 av. J.-C.

## Famille
Il est membre des Acilii Glabriones, branche de la gens plébéienne des Acilii. Il est le fils de Manius Acilius Glabrio, tribun de la plèbe en 122 av. J.-C. et le petit-fils du célèbre juriste Publius Mucius Scævola.

## Carrière
Glabrio est peut-être tribun de la plèbe en 78 av. J.-C. En 70 av. J.-C., il est préteur urbain et à ce titre il préside le procès de Verres, sous le coup de la lex Acilia repetundarum promulguée par son père en 122 av. J.-C..
En 67 av. J.-C., il est élu consul. Avec son collègue Pison, il rédige une loi sévère, la lex Acilia Calpurnia (en), qui punit les élus qui se sont rendus coupables de brigue, c'est-à-dire d'avoir passé un accord secret avec des intermédiaires pour assurer une élection. Les coupables sont condamnés à verser une amende, sont rendus inéligibles et sont exclus du sénat. Pison s'étant lui-même rendu coupable de brigue, la promulgation d'une telle loi ne se comprend que si on l'interprète comme une contre-proposition des sénateurs pour éviter la proposition du tribun de la plèbe Caius Cornelius, qui prévoit pour ce délit des peines beaucoup plus sévères.
La même année, il remplace Lucius Licinius Lucullus comme gouverneur de Cilicie et prend la tête des opérations militaires contre Mithridate. Il licencie les soldats de Lucullus qui ont fait leur temps de service, ce qui empêche de poursuivre la guerre. Incapable de reprendre lui-même le commandement de la guerre avec le peu de soldats restants, il est remplacé par Pompée selon les dispositions de la lex Manilia.
En 64 av. J.-C., Glabrio est probablement élu censeur avec Lucius Aurelius Cotta. En 63 av. J.-C., il se déclare en faveur de la peine de mort pour les complices de Catilina. Puis, avant 57, Glabrio reçoit la charge de pontifex.